# Mauer bei Melk
Pour les articles homonymes, voir Mauer.
Mauer est un village autrichien de la municipalité de Dunkelsteinerwald, dans le district de Melk en Basse-Autriche.

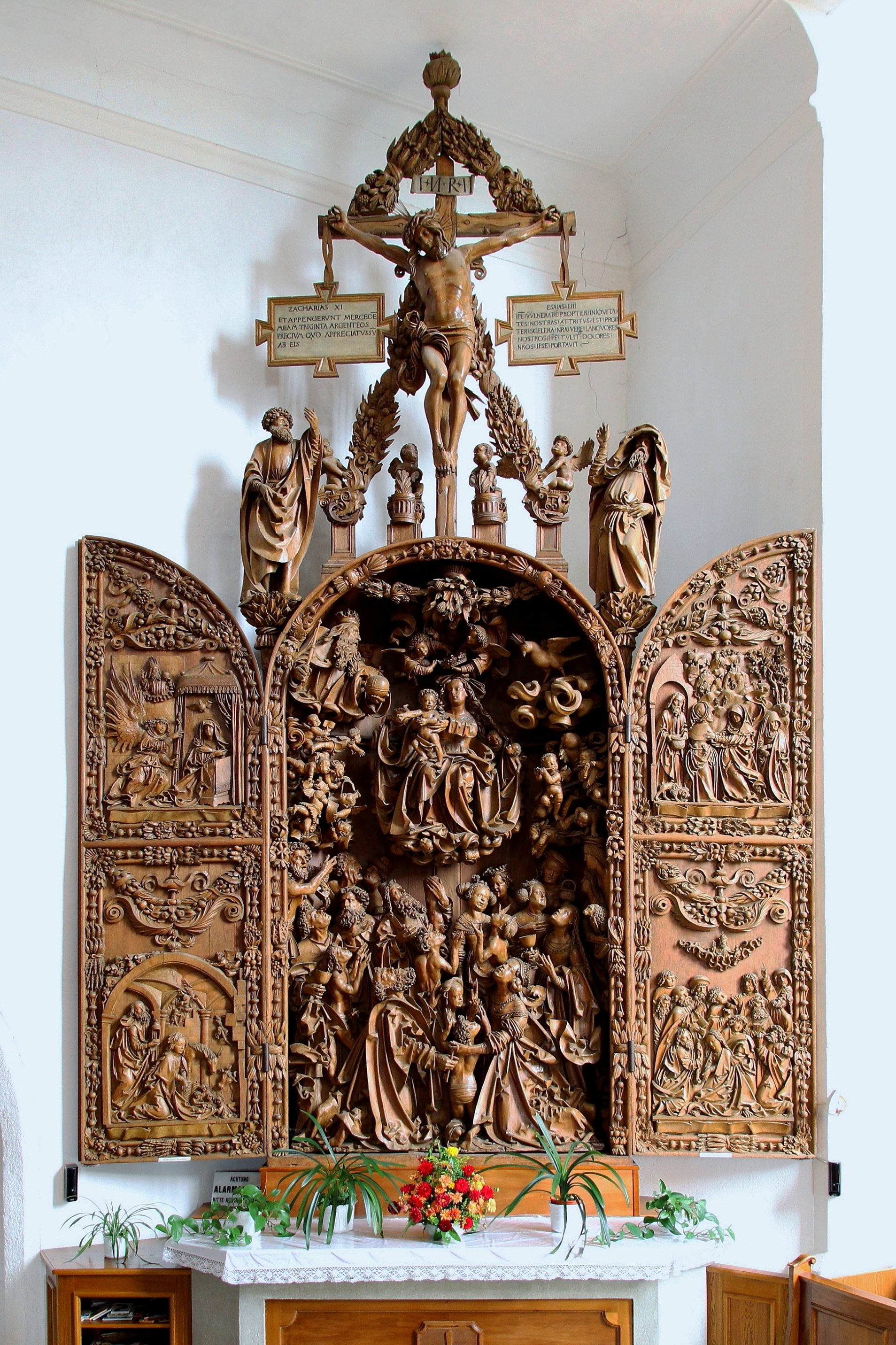
Mauer bei Melk, autel sculpté de 1509

## Histoire
Les appellations de muri, ad mura, apud mura ou les appellations allemandes de Mour ou Mower furent mentionnées dès les XIe siècle et XIIe siècle. En 1083, le village était mentionné pour la première fois, et l'église en 1096. Le nom indique que les colons médiévaux rencontraient des vestiges de murs, probablement de l'époque Romaine. Une légende du Haut-Moyen Âge, celle de Saint Gothalm qui voulait visiter la tombe de Saint Coloman y mourut de chagrin et d'épuisement (1017/1018). Comme des miracles se produisirent sur sa tombe, les restes ont été amenés au seigneur, à l'abbaye de Melk. 
L'ancienne voie romaine, qui passait au-dessus du village semblait importante, est typique du microtoponyme “route principale”. L'église paroissiale de Mauer remonte aux premiers jours de l'histoire du peuplement de Dunkelsteinerwald. Les puissants Comtes de Formbach la créèrent en 1096 et vers 1110, la transférèrent à  l'Abbaye de Göttweig.

## Économie et infrastructure
Le lieu est une partie du marché municipal de Dunkelsteinerwald, gardant un bâtiment local avec le service incendie, un bureau municipal et un bureau d'état civil dans le centre. Certaines fermes caractérisent le lieu. Depuis qu'il n'y a plus qu'une boulangerie et quelques petites entreprises individuelles, le manque d'infrastructure locale conduit la  municipalité à s'orienter fortement vers la municipalité voisine de Loosdorf. Le centre local ne s'étendit substantiellement qu'au cours des dernières décennies, avec un cœur de village d'une maison pour une famille monoparentale formant sa pièce maîtresse. L'importance du village est fortement et essentiellement liée à l'importance d'un autel sculpté, raison pour laquelle l'église locale est particulièrement bien indiquée.

## Constructions
L'église de pèlerinage de Mauer bei Melk, qui appartient à l'abbaye bénédictine de Göttweig était l'une des plus anciennes constructions de cette région, mais rien de cela ne subsiste de nos jours. Il est possible que l'église originelle était une construction en bois, comme il est noté dans le Vita Altmanni. Les possessions de la paroisse de Mauer s'accrurent considérablement au XIVe siècle et XVe siècle.
La partie la plus ancienne de l'église paroissiale date probablement de cette époque. Les deux vaisseaux collatéraux furent construits en même temps, alors que le haut chœur fut construit autour de 1300. L'église se développa au cours du XVe siècle, mais la Réforme en stoppa la construction, car Mr. von Albrechtsberg, qui faisait partie des  promoteurs, avait converti la nouvelle doctrine. La tour gothique fut construite dans la dernière phase. L'ancienne sacristie fut construite en même temps que le chœur, dans le prolongement du côté nord du vaisseau. Lors de la période baroque, l'équipement de l'église fut renouvelé.

## Pont romain proche de Mauer

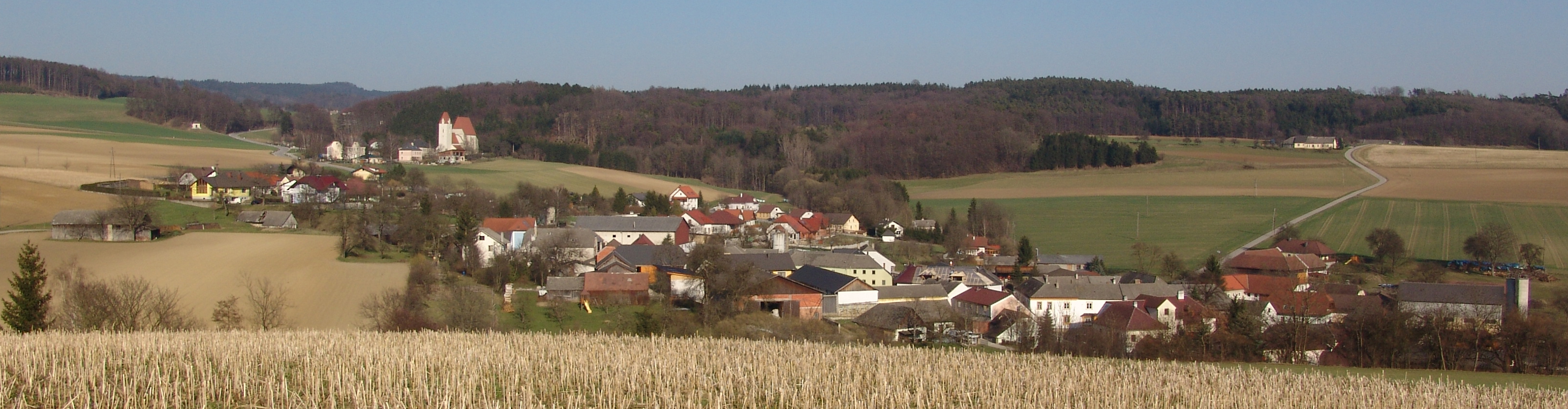
Mauer bei Melk

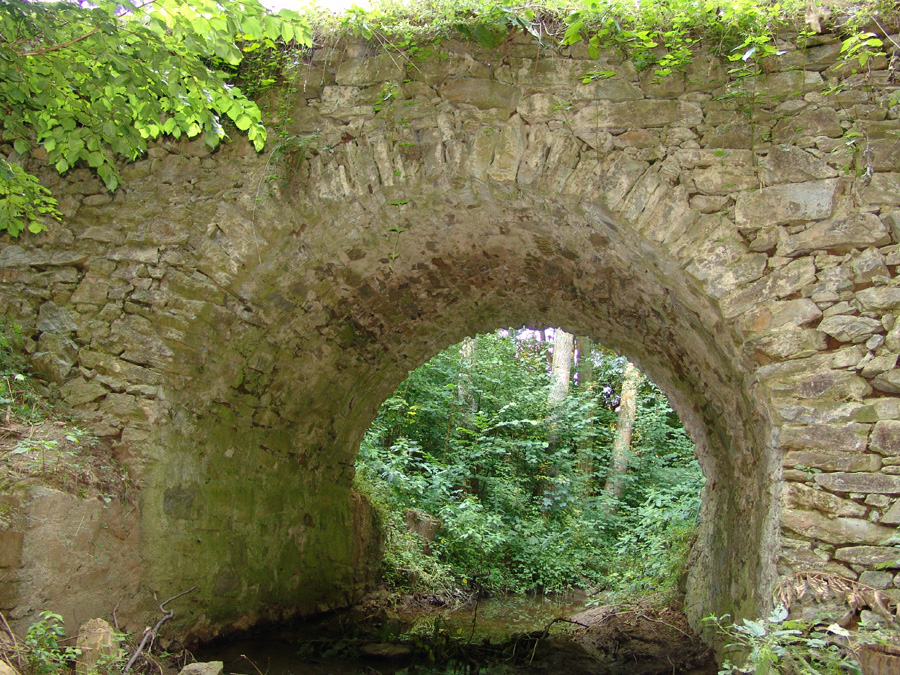
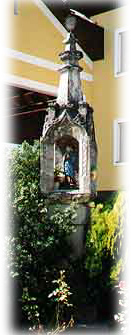
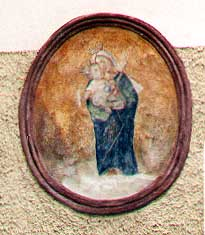

Le pont remonte au IIIe siècle ou IVe siècle.